# Joe Crispin
Joseph Steven Crispin, (nacido el 18 de julio de 1979 en Pitman, Nueva Jersey) es un exjugador de baloncesto estadounidense. Con 1.83 de estatura, su puesto natural en la cancha era el de escolta. 

## Trayectoria
- Universidad de Penn State (1997-2001)
- Los Angeles Lakers (2001)
- S. California Surf (2001)
- Phoenix Suns (2002)
- Gary Steelheads (2002)
- Rockford Lightning (2002-2003)
- AEK Atenas BC (2003)
- Kansas City Knights (2003-2004)
- Penn. ValleyDawgs (2004)
- Kansas City Knights 2004-2005)
- Anwil Włocławek (2005)
- Teramo Basket (2005-2006)
- CB Zaragoza (2007)
- Bandırma Banvit (2007-2009)
- New Basket Brindisi (2009-2010)
- Basket Barcellona (2010-2011)
- SC Mariupol (2011-2012)